# Indiana Jones und die Legende der Kaisergruft
Indiana Jones und die Legende der Kaisergruft (engl. Indiana Jones and the Emperor’s Tomb) ist ein 2003 erschienenes Adventure-Computerspiel, das von der Firma LucasArts produziert und von Electronic Arts vermarktet wurde. Das Videospiel ist der Nachfolger von Indiana Jones und der Turm von Babel und Vorgänger des 2009 veröffentlichten Indiana Jones und der Stab der Könige. In diesem begibt sich der Archäologe und Abenteurer Indiana Jones auf die Suche nach den drei Teilen eines Artefakts, das den Weg zum bisher unentdeckten Grabmal des ersten Kaisers von China weist.

## Handlung
Der Archäologe Indiana Jones befindet sich 1935 in Ceylon, wo er mit einer Gruppe von Elfenbeinjägern aneinandergerät. Im Herzstück einer dortigen Ruine findet er ein Artefakt, das sich später als einer von drei Teilen des Spiegels der Träume herausstellt. Im Auftrag der chinesischen Regierung begibt er sich auf die Suche nach den anderen Teilen des Artefaktes. Ist der Spiegel erst einmal vereint, soll er den Weg zum wahren Grab von Qin Shihuangdi, dem ersten Kaiser Chinas, weisen. Dort soll sich auch das sogenannte Herz des Drachen finden, eine kostbare schwarze Perle. Die erste Spur führt ihn daher nach Prag, wo er in der dortigen Burg auf das künstliche Wesen Homunculus stößt, das den zweiten Teil des Spiegels enthält. Nach dessen Ableben kann er das zweite Teil an sich nehmen, wird aber von den Deutschen, angeführt von Albrecht van Beck, mit Gas betäubt und nach Istanbul verschleppt. Dort kann er entkommen und muss feststellen, dass die Deutschen den Palast des Belisarius ausgegraben haben und findet dort nach dem Kampf gegen eine Riesenkrake schließlich auch den dritten Teil, der den Spiegel komplettiert. Indy erfährt von Mei(-)ying, der Sekretärin Kais, die in Wirklichkeit für die chinesische Regierung arbeitet, dass dieser einer Gruppierung namens „Die schwarzen Drachen“ angehört und mit den Nazis gemeinsame Sache macht. In Hongkong wird Meiying entführt und Indy versucht sie aus Kais Festung zu befreien, wobei er zuvor einen deutschen Stützpunkt durchqueren und sich durch den von Untoten bevölkerten, verschütteten Tempel von Kong Tien kämpfen muss. Sie finden schließlich den Zugang zu Qins Grabmal und Indy kann durch ein Portal in das Jenseits gelangen. Dort nimmt er dem toten Kaiser das Herz des Drachen ab, doch bevor er zurückkehren kann, reißt Kai dieses an sich und befindet sich dadurch im Besitz einer gewaltigen Macht, mit der er zur Weltherrschaft gelangen will. Im anschließenden Kampf besiegt Indy Kai, der von den Seelen der Toten schließlich getötet wird. Indy kehrt ins Diesseits zurück und kann mit Meiying aus der einstürzenden Grabkammer in letzter Sekunde fliehen.

## Inhalt
Im Vergleich zu seinem Vorgänger sind nun die Grafik wie auch die Künstliche Intelligenz deutlich verbessert worden. Nun sind die Gegner etwa in der Lage, im Kampf verlorene Waffen wieder aufzuheben. Vom Spieler geworfene Granaten können von den Gegnern sogar aufgehoben und zurückgeworfen werden. Zudem bestehen mehr Möglichkeiten, bei Nahkämpfen mit den Fäusten und der Peitsche zu agieren: Man kann den Gegner etwa mit beiden Händen packen und nach hinten stoßen oder ihn in den Schwitzkasten nehmen, die Peitsche kann sich um den Hals des Gegners wickeln und ihn heranziehen oder dafür verwendet werden, Gegner auf Abstand zu halten. Das Spiel ist an sich jedoch wesentlich kampforientierter als sein Vorgänger. Komplizierte Rätsel sind nicht mehr enthalten und der zu gehende Weg der einzelnen Spielabschnitte ist auch deutlich vorgegeben. Das Steuern von Fahrzeugen (Schlauchboot und Jeep), das es im Vorgänger noch gab, ist nicht mehr möglich.
Kritisiert wurde vor allem, dass das Spiel über eine automatische Speicherfunktion verfügt und nur nach einem beendeten Spielabschnitt abgespeichert wird.
Im Spiel verteilt finden sich einige versteckte Artefakte. Hat der Spieler alle gefunden, wird im Spielmenü eine Bildergalerie freigeschaltet.

## Deutsche Ausgabe
Die deutsche Version hat für die Synchronisation den Sprecher erhalten, der Indiana Jones in den Kinofilmen sprach (Wolfgang Pampel). In der US-amerikanischen Originalversion stand Harrison Ford nicht als Stimme für Indiana Jones zur Verfügung.
Um dem deutschen Recht Folge zu leisten, mussten auch alle nationalsozialistischen Symbole aus dem Spiel entfernt werden. So verschwinden zum Beispiel bei herumstehenden Kisten vom Reichsadler das Hakenkreuz. Die Armbinden hat man, anstatt wie bei den meisten Spielen üblich die Hakenkreuze durch Eiserne Kreuze zu ersetzen, einfach komplett rot gemacht. Ebenso wurden Eigennamen abgeändert, so spricht ein Deutscher in der Originalversion davon, dass er hoffe, von „Herr Göring“ eine Auszeichnung zu bekommen, in der deutschen Fassung heißt der Reichsmarschall „General Hering“. Das Wort „Nazis“ wird dabei auch das ganze Spiel über vermieden. Stattdessen wird von „den Deutschen“ gesprochen. Zudem wurde der Ausspruch „Heil Hitler“, den Indy sagt, als er als Soldat verkleidet durch eine Kontrolle geht und gefragt wird, ob er nicht etwas vergessen habe, zu „Tagchen“ abgeändert. Die zugehörige Animation, in welcher Indy und der Wachsoldat den rechten Arm zum Hitlergruß heben, wurde ebenfalls entfernt.
Ein weiterer Unterschied der deutschen PC-Fassung ist, dass die Figur Albrecht von Becks hier (nach dem Ceylon-Level) aufgrund eines Programmfehlers in allen Videos spricht, ohne dabei die Lippen zu bewegen.

## Rezeption
Indiana Jones und die Legende der Kaisergruft schnitt 2003 bei den Spielemagazinen trotz einiger Mankos insgesamt positiv ab.

## Trivia
- Die Gestaltung des Brunnensaales der Moschee von Istanbul entlehnten die Spieleentwickler nahezu originalgetreu dem Betsaal der Mezquita de Córdoba.

- Bei den Karten im Spiel wurde von den Machern schlecht recherchiert, denn obwohl das Spiel 1935 spielt, sind nicht die damaligen Grenzen, sondern bereits die Grenzziehungen nach Ende des Kalten Krieges zu sehen. Das nördliche Ostpreußen, Litauen sowie Lettland sind als ein Staat auf der Karte eingezeichnet, was zu keinem Zeitpunkt der Geschichte so war. Die Stadt Prag liegt der Karte nach auch nicht in (dem auf der Karte zu sehenden, aber ebenso 1935 noch nicht existierenden souveränen Staat) Tschechien, sondern in etwa auf der Höhe Münchens. Demnach wäre Prag keine tschechische, sondern eine bayerische Stadt und die im Spiel gezeigte Burg hat äußerlich auch wenig mit dem Vorbild der realen Prager Burg zu tun.

- Die Begegnung mit Wu Han im Hongkong-Level schildert den ersten Kontakt von Indiana Jones mit jenem Chinesen, der im Kinofilm Indiana Jones und der Tempel des Todes von 1984 in der Anfangsszene als vertrauter Begleiter eingeführt wird und hier seinen Tod findet. Das Ende des Spiels, bei welchem Wu Han Jones an die Asche von Nurhachi erinnert, stellt die Überleitung zum Film dar. Eine alternative erste Begegnung der beiden gab es bereits 1996 in Max McCoys Roman Indiana Jones und die Brut des Sauriers, im 1999 erschienenen Roman Indiana Jones und das Geheimnis der Sphinx desselben Autors entdeckt Indiana Jones zu Beginn ebenfalls das Grabmal des ersten Kaisers von China.

- Auf das Spiel wird in Steve Perrys 2009 erschienenem Roman Indiana Jones and the Army of the Dead angespielt. Jones erinnert sich dort, als er das Herz der Finsternis beschreibt, daran, dass er in einem vorherigen Abenteuer auf eine ähnliche, allerdings kleinere Perle gestoßen war und neben den Nazis auch einem chinesischen Drachen gegenübergestanden hat.